# 羅什艾因

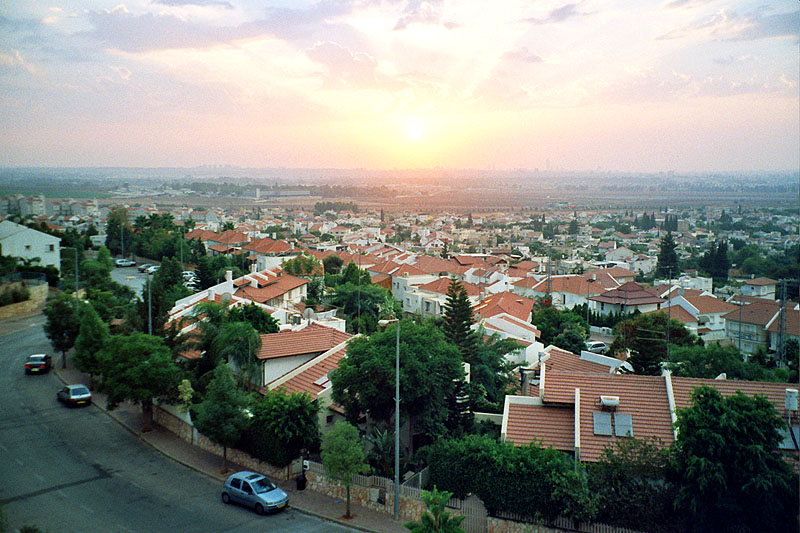

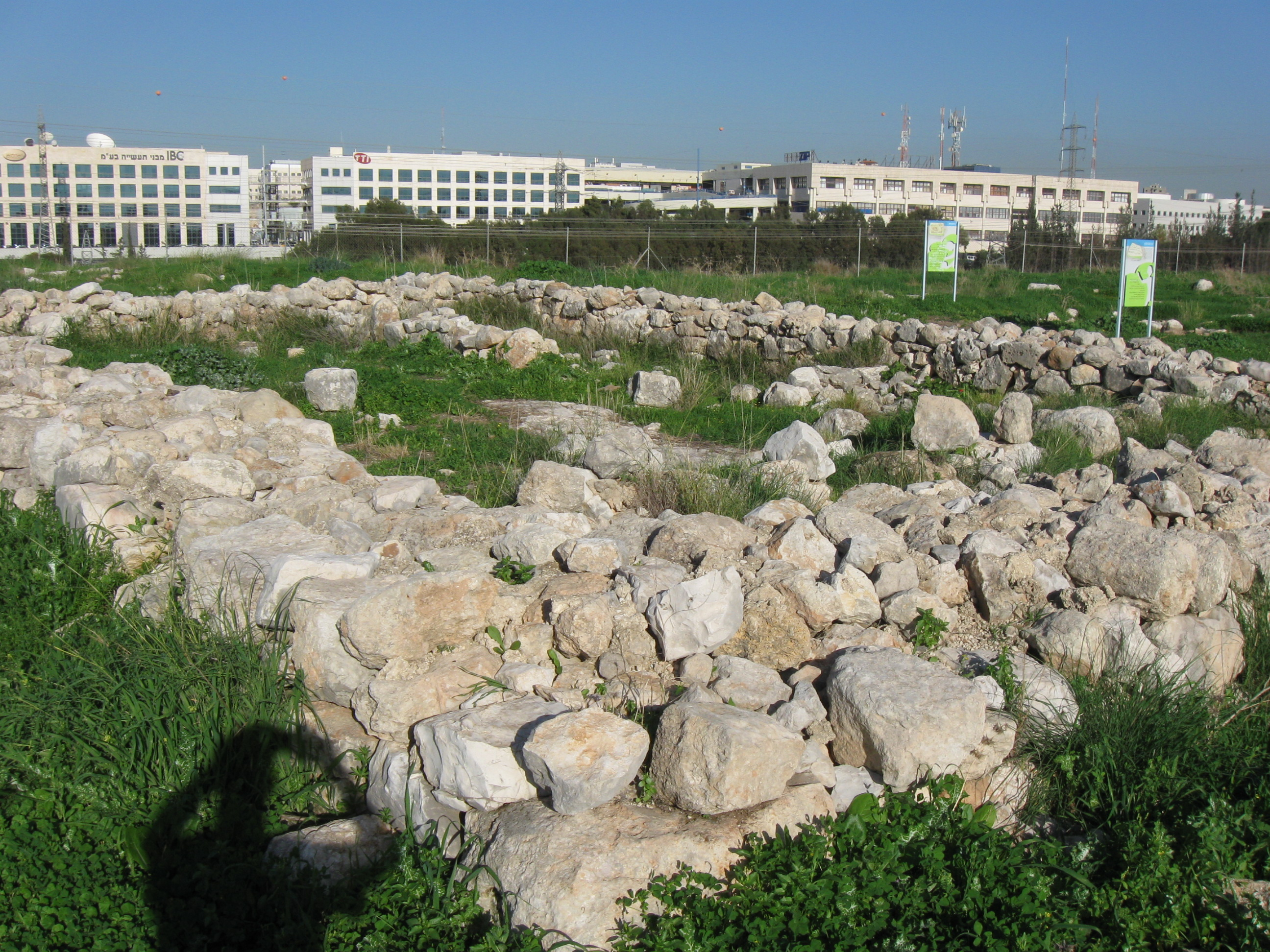

羅什艾因是以色列的城市，位於該國中部，距離特拉維夫25公里，由中央區負責管轄，面積24.4平方公里，海拔高度30米，2009年人口38,500，居民主要信奉猶太教。

## 友好城市
- 法國 旺沃

## 外部連結
- 官方网站
- Photographs （页面存档备份，存于） at pbase.com